# NGC 43
NGC 43 je spiralna galaksija u zviježđu Andromedi.

## Vanjske poveznice
- SEDS: NGC 0043